# Julius Bab
Julius Bab (* 11. Dezember 1880 in Berlin; † 12. Februar 1955 in Roslyn Heights, New York) war ein deutscher Dramatiker der Berliner Moderne sowie Theaterkritiker. Er war Mitbegründer des Kulturbunds Deutscher Juden.

## Leben

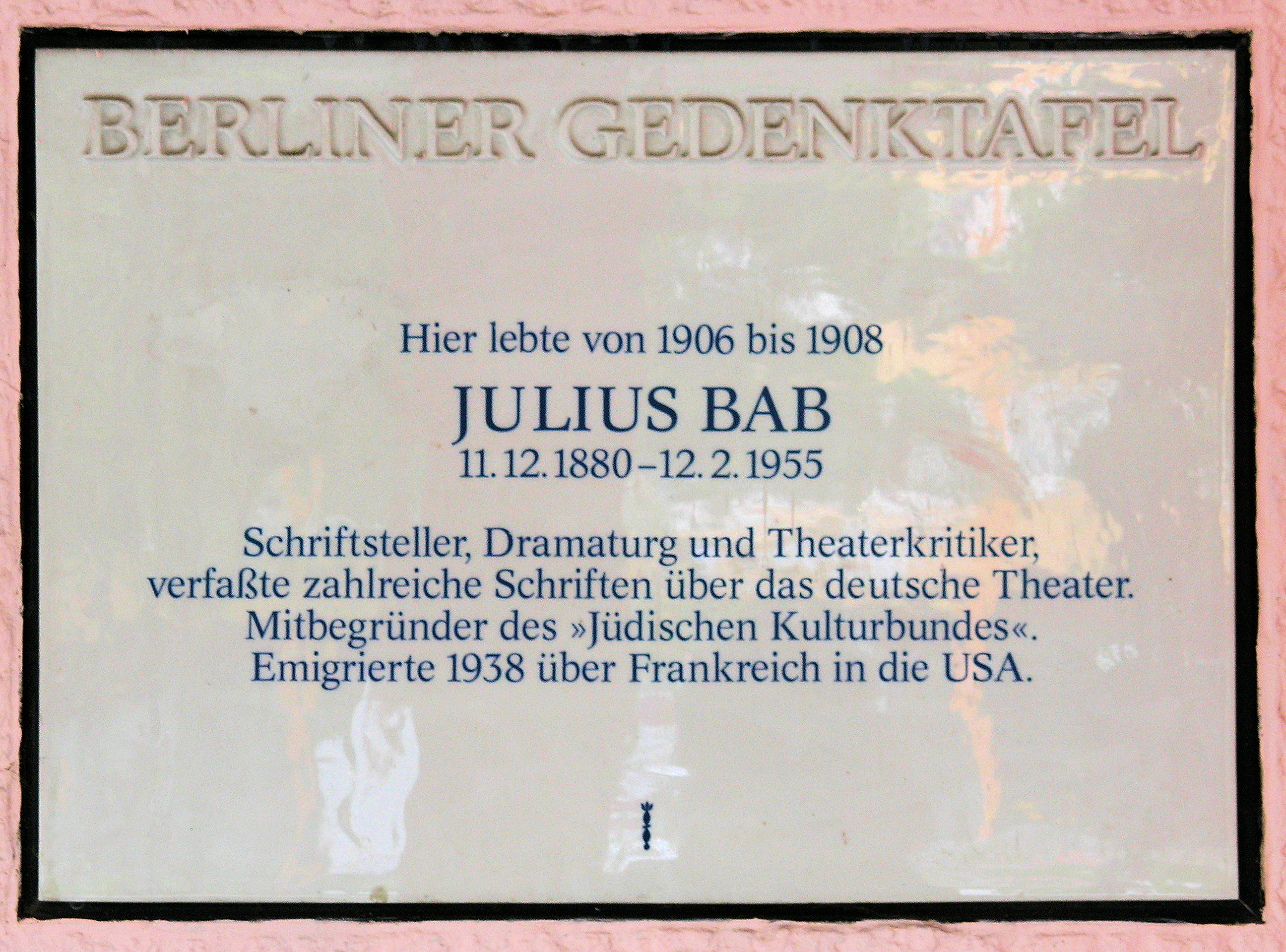
Julius Bab, Berliner Gedenktafel an der Bundesallee 19 in Berlin-Wilmersdorf

Bab war der Sohn des Kaufmanns Elkan Bab und dessen Ehefrau Fanny geborene Herrmann. Er heiratete 1904 Elisabeth Loos (1877–1963), das Ehepaar hatte drei Kinder, Björn, Ursula und Barbara. Bab besuchte das Askanische Gymnasium in Berlin, wo er u. a. Heinrich Eduard Jacob kennenlernte, danach studierte er von 1902 bis 1905 in Berlin und Zürich Germanistik, Philosophie und Geschichte. Sodann war er in Berlin als freier Schriftsteller, Dramaturg und Theaterkritiker für zahlreiche Zeitungen und Zeitschriften tätig. Er schloss sich der Volksbühnenbewegung an, deren Dramaturgische Blätter er 1923–1932 herausgab. Er war Dozent an der von Max Reinhardt gegründeten Schauspielschule des Deutschen Theaters. Er gehörte zu den Gründungsmitgliedern des „Jüdischen Kulturbundes“ und leitete bis zu dessen Auflösung 1938 das Theaterressort.
Bab war ein enger Freund des Journalisten und Theaterkritikers Siegfried Jacobsohn und dessen wichtigster Mitarbeiter in den Anfangsjahren der Schaubühne, der späteren Weltbühne. 1938 emigrierte er über Frankreich in die USA. 1951 besuchte er Deutschland im Rahmen einer Vortragstour.

## Werke (Auswahl)
- Fortinbras oder Der Kampf des 19. Jahrhunderts mit dem Geist der Romantik. Sechs Reden. Bondi, Berlin 1914.
- mit Willi Handl: Wien und Berlin. Vergleichendes zur Kulturgeschichte der beiden Hauptstädte Mitteleuropas. Oesterheld, Berlin 1918 (Neue, bearbeitete Ausgabe. Mit einem Schlußkapitel von H. Kienzl. Deutsche Buch-Gemeinschaft, Berlin 1926).
- Die deutsche Kriegslyrik 1914–1918. Eine kritische Bibliographie. Norddeutscher Verlag für Literatur und Kunst, Stettin 1920.
- Richard Dehmel. Die Geschichte eines Lebenswerkes. H. Haessel, Leipzig 1926.
- Das Theater der Gegenwart. Geschichte der dramatischen Bühne seit 1870 (= Illustrierte theatergeschichtliche Monographien. Bd. 1, ZDB-ID 2060952-8). Weber, Leipzig 1928.
- Albert Bassermann. Weg und Werk eines deutschen Schauspielers um die Wende des 20. Jahrhunderts. Erich Weibezahl Verlag, Leipzig 1929.
- Die Devrients. Geschichte einer deutschen Theaterfamilie. Georg Stilke Verlag, Berlin 1932.
- Rembrandt und Spinoza. Ein Doppelbildnis im deutsch-jüdischen Raum. Philo-Verlag, Berlin 1934.
- Leben und Tod des deutschen Judentums. Herausgegeben von Klaus Siebenhaar. Argon-Verlag, Berlin 1988, ISBN 3-87024-703-7 (Auch: Leben und Tod des deutschen Judentums. Essay, Briefe und „vita emigrationis“ (= Akte Exil. Bd. 6). Bostelmann und Siebenhaar, Berlin 2002, ISBN 3-934189-73-3).
- Die Berliner Bohème. Hermann Seemann Nachf., Berlin 1904 (Großstadt-Dokumente Band 2). Digitalisiert von der Zentral- und Landesbibliothek Berlin, 2014. URN urn:nbn:de:kobv:109-1-5941052

## Herausgeberschaft
- 1914. Der Deutsche Krieg im Deutschen Gedicht. Band 1–2. Umgearbeitete Gesamtausgabe von Heft 1–6 der Sammlung. Morawe & Scheffelt, Berlin 1916.[1]